# Sevelinges

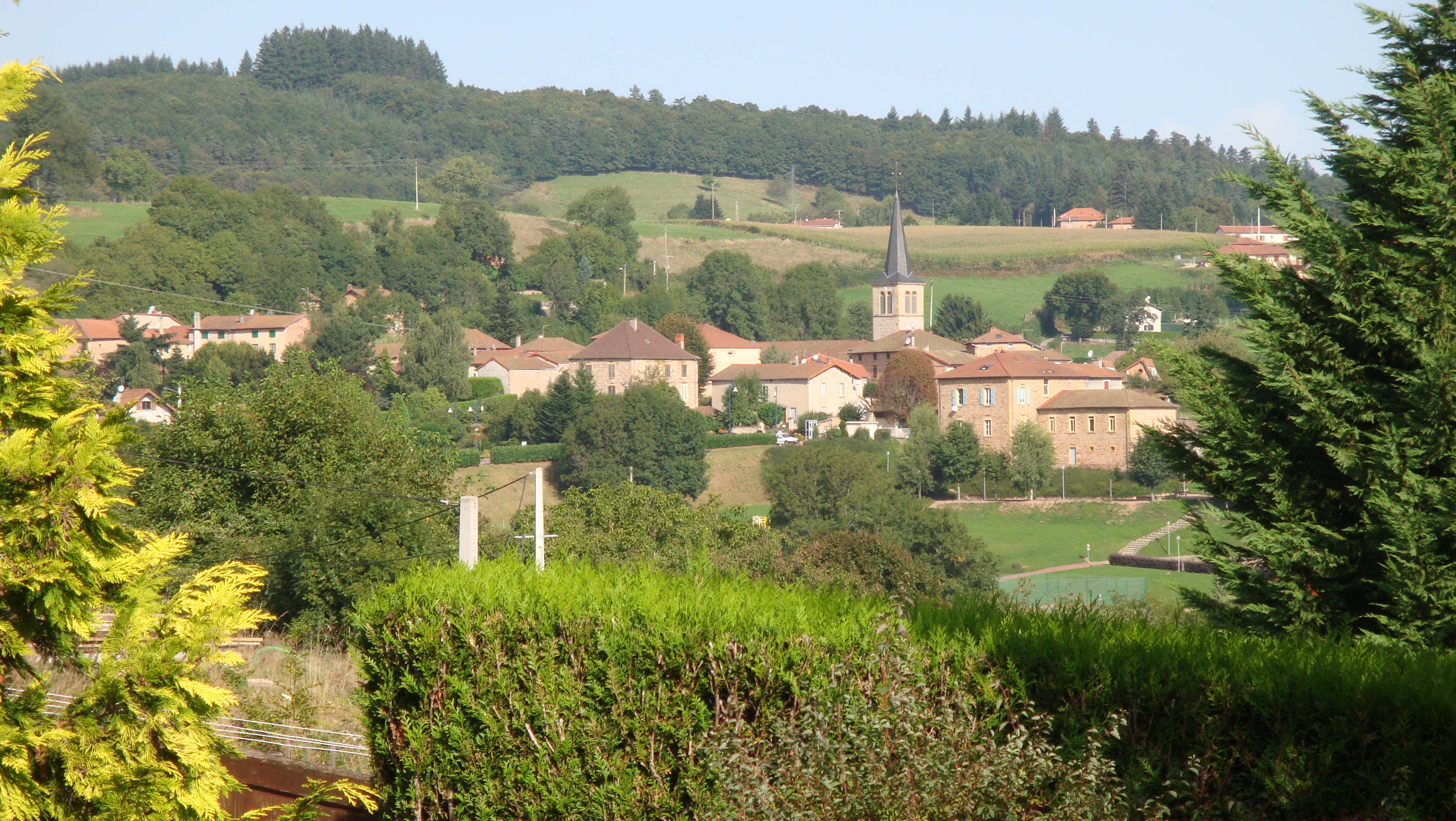
Sevelinges vu du sud

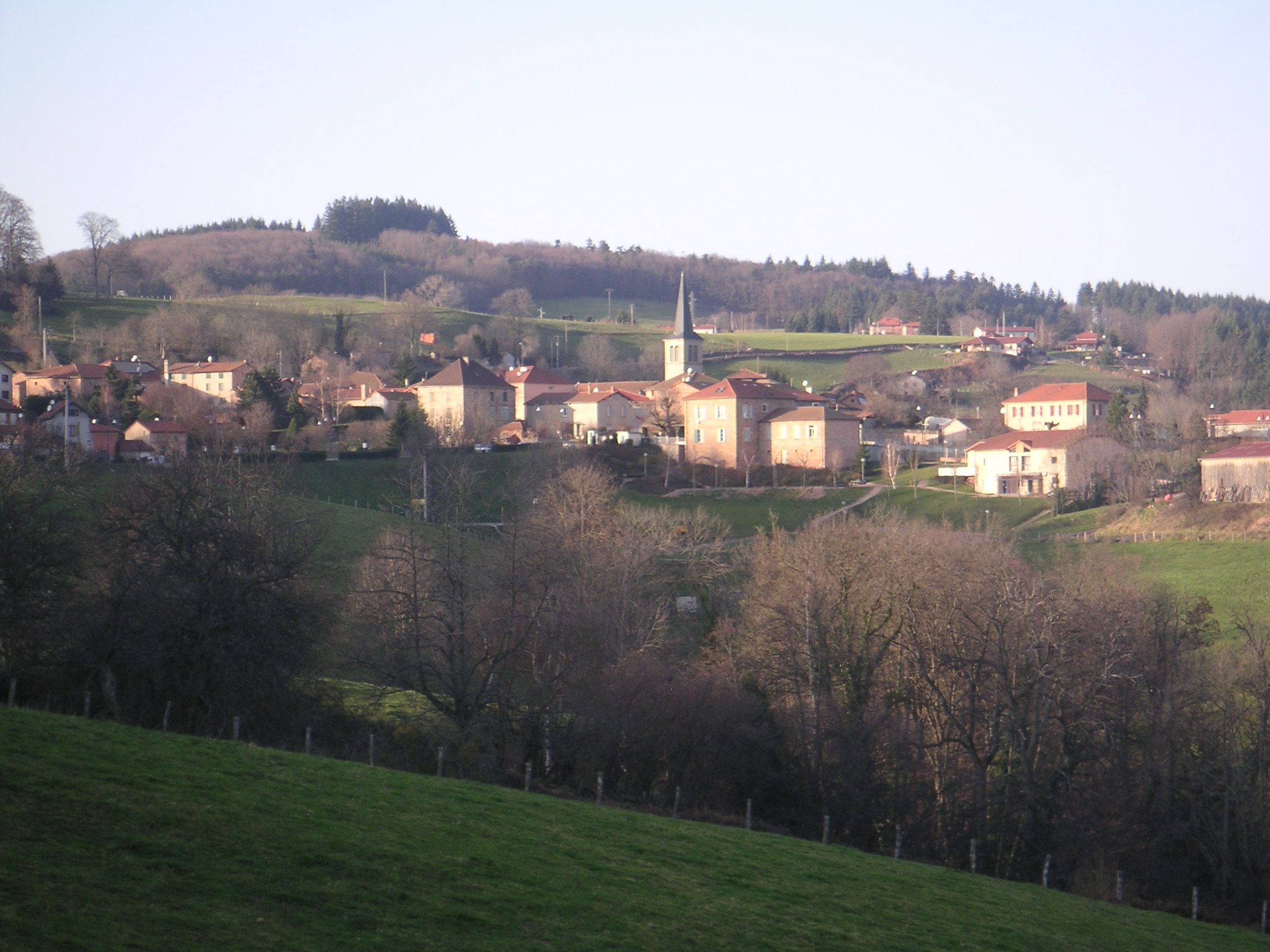
Sevelinges, vu du dud, automne

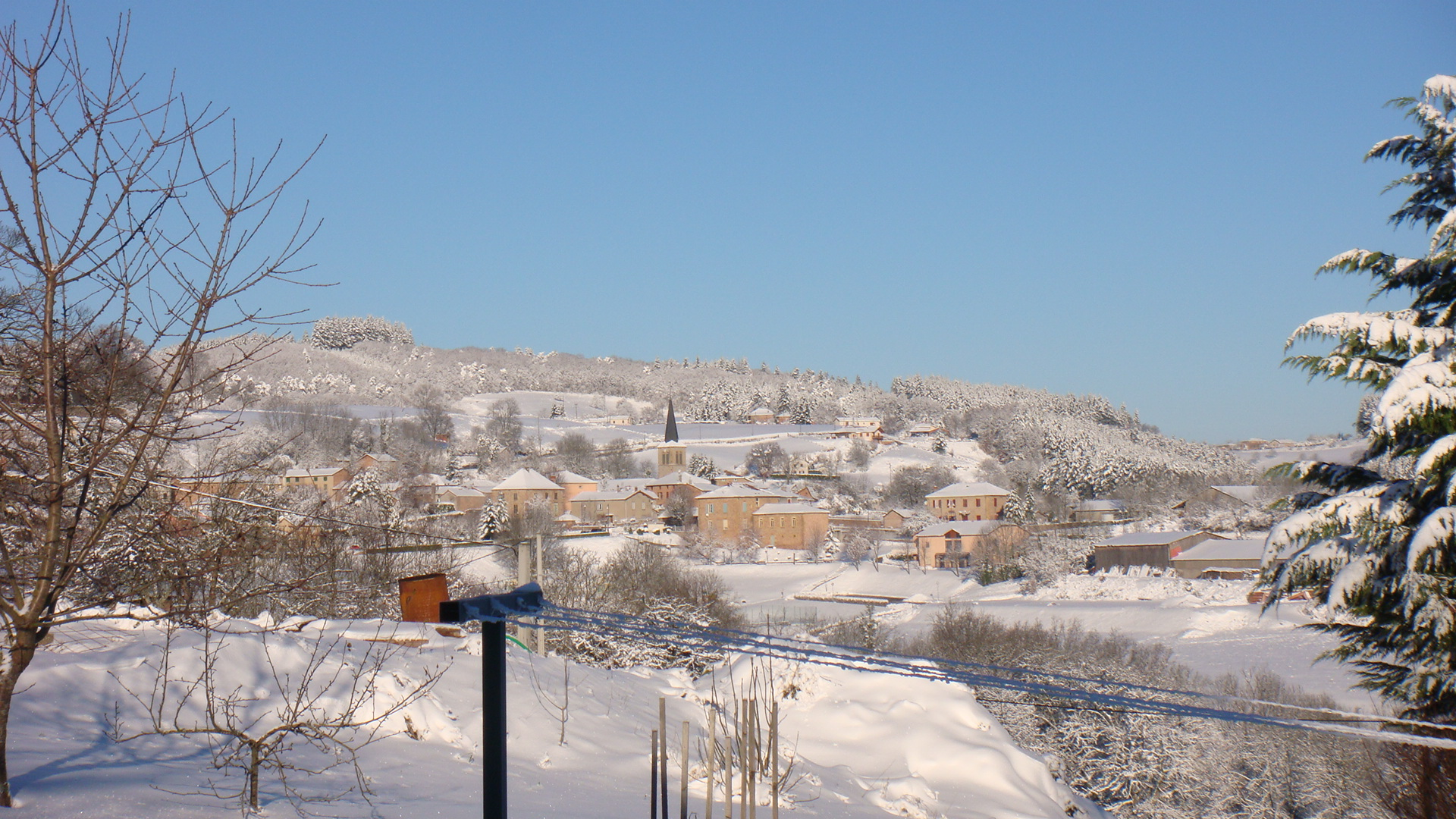
Sevelinges, vu du sud en hiver

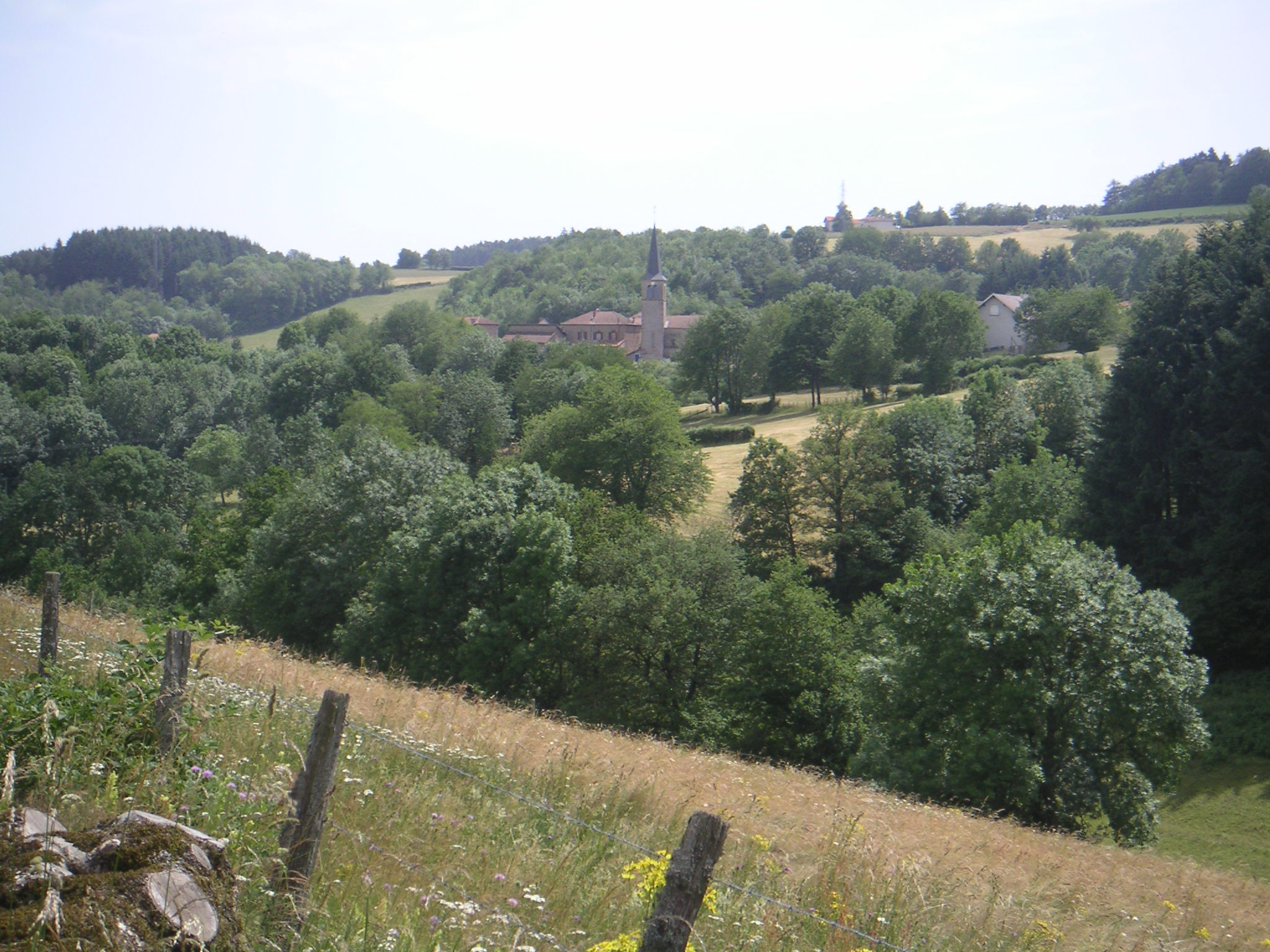
Sevelinges, vu du nord-est

 Sevelinges  es una población y comuna francesa, situada en la región de Ródano-Alpes, departamento de Loira, en el distrito de Roanne y cantón de Belmont-de-la-Loire.

## Demografía
| 693 | 600 | 502 | 503 | 584 | 582 |
| Para los censos de 1962 a 1999 la población legal corresponde a la población sin duplicidades (Fuente: INSEE [Consultar]) |     |     |     |     |     |